# 羅塞特 (堪薩斯州)
羅塞特（英語：Rosette）是位於美國堪薩斯州林肯縣的一個鬼鎮。

## 歷史
羅塞特的郵政局於1879年設立，直到1900年結束營運。

## 地理
羅塞特所處的海拔為高於海平面500米（即1640英呎），而該地所採用的時區為UTC-6，即北美中部時區（CST）。同時該地設有夏令時間，為UTC-6調快一小時，即UTC-5（CDT）。